# Пал Ковач
Пал Ковач (мађ. Pál Kovács; Дебрецин, 17. јули 1912 — Будимпешта, 8. јули 1995. Будимпешта) је мађарски мачевалац, један од најтрофејнијих спортиста Мађарске. Његова дисциплина је била борба сабљом.
Учествовао је на 5 олимпијских игара. Победио је у појединачној конкуренцији на Олимпијским игарама 1952, а пет пута је био другопласирани у екипној конкуренцији на Олимпијским играма 1936, 1948, 1952, 1956. и 1960, те бронзани 1948. у појединачној конкуренцији. 
Први је на Светском првенству у екипној конкуренцији 1937, 1951, 1953, 1954, 1955, 1957. и 1958, а у појединачној 1937. и 1953. и други је на Светским првенствима 1951. и 1954. године.
Ратне године од (1937 - 1948) су омеле његову каријеру и нису дозволиле да буде још успешнији.